# 印地安斯普林斯 (印第安納州)
印地安斯普林斯（英語：Indian Springs）是位於美國印第安納州馬丁縣的一個非建制地區。該地的面積和人口皆未知。